# Шакер-чурек

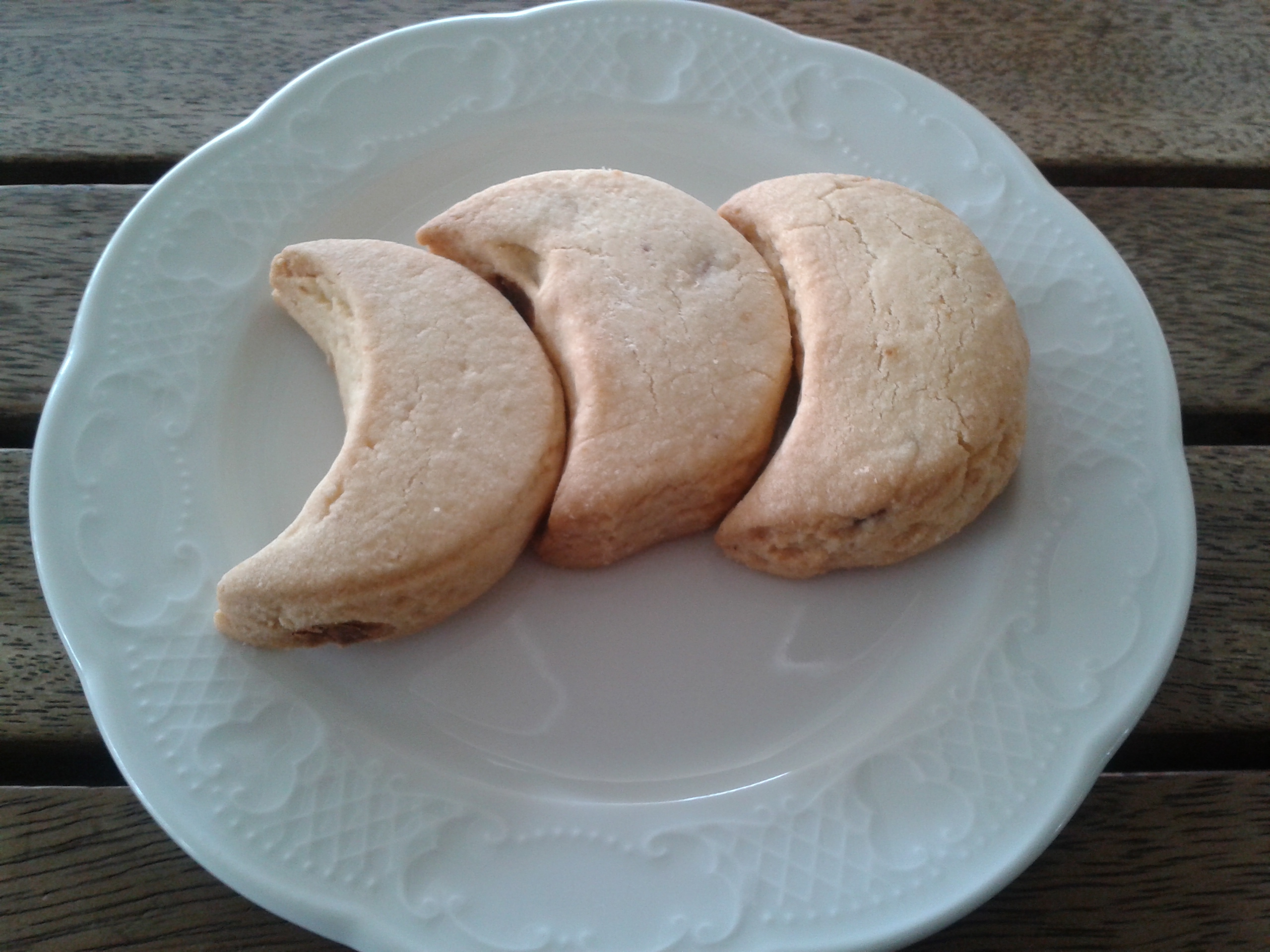
Шакер-пури

Шаке́р-чуре́к (азерб. şəkərçörəyi, şəkər — сахар, çörəyi — хлеб) — азербайджанская и армянская восточная сладость в виде песочного круглого и выпуклого печенья с трещинами на поверхности. Цвет белый с кремовым оттенком. Сверху посыпано сахарной пудрой. Влажность 5 %.
В Армении шакер-чурек носит название «шакарац». Шакер-чуреки изготавливались в СССР промышленным способом. Название изделия упоминается в ГОСТ Р 50228-92.
Другие разновидности шакера:
- Шакер-пури — в виде полумесяца.
- Шакер-лукум — в виде кусочков батона.
- Шакер-бура (с миндалем — бадам-бура[7]) — печенье с начинкой из орехов, сахара и кардамона[3].

## Технология изготовления
Топлёное масло (с температурой 4—5 °C) растирают 15—20 минут до пластичного состояния. Небольшими порциями добавляют яйца, ванилин, сахарную пудру, муку, и замешивают тесто 5—10 минут. Температура теста должна быть 10—12 °C. Формируют шарики по 75 г и выпекают 25—30 минут при 180—200 °C. Готовые изделия посыпают сахарной пудрой.